# Bruno Motteroz
Pas d'image ? Cliquez ici

a Compétitions nationales et continentales officielles uniquement.

Dernière mise à jour le 20 avril 2023.
Bruno Motteroz, né le 12 mai 1960 à Marseille, est un joueur français de rugby à XV qui évoluait au poste de deuxième ligne (1,91 m pour 105 kg).

## Carrière
Bruno Motteroz commence sa carrière avec le club d'Aix-en-Provence, avant de rejoindre le RC Toulon en 1988. Il est sacré champion de France avec ce club en 1992, après une finale remportée face au Biarritz olympique.

## Palmarès
- Champion de France (1) : 1992 avec le RC Toulon.
- Champion de France de 3e division (1) : 1986 avec l'Aix RC.